# Епархия Бубанзы
Епархия Бубанзы (лат. Dioecesis Bubantina) — епархия Римско-Католической церкви с центром в городе Бубанза, Бурунди. Епархия Бубанзы распространяет свою юрисдикцию на территорию провинций Бубанза и Чибитоке. Епархия Бубанзы входит в митрополию Бужумбуры. Кафедральным собором епархии Бубанзы является церковь Христа Царя.

## История
7 июня 1980 года Римский папа Иоанн Павел II выпустил буллу Venerabilibus Fratribus, которой учредил епархию Бубанзы, выделив её из епархии Бужумбуры (сегодня — архиепархия). В этот же день епархия Бубанзы вошла в митрополию Гитеги.
25 ноября 2006 года епархия Бубанзы вошла в митрополию Бужумбуры.

## Ординарии епархии
- епископ Эварист Нгоянгойе (7.06.1980 — 21.04.1997) — назначен епископом Бужумбуры;
- епископ Жан Нтагварара (24.10.1997 — по настоящее время).

## Источник
- Annuario Pontificio, Libreria Editrice Vaticana, Città del Vaticano, 2003, ISBN 88-209-7422-3
- Булла Venerabilibus Fratribus  (лат.)